# David Morris (politician)
David Morris (n. 28 ianuarie 1930 – d. 24 ianuarie 2007) a fost un om politic britanic, membru al Parlamentului European în perioadele 1984-1989, 1989-1994 și 1994-1999 din partea Regatului Unit. 
1. 1 2 3 4 5 6 7  National Library of Wales archives and manuscripts catalogue, accesat în 9 septembrie 2020
2. 1 2  Deputații în Parlamentul European